# Patricia Medina
Patricia Medina, all'anagrafe Patricia Paz Maria Medina (Liverpool, 19 luglio 1919 – Los Angeles, 28 aprile 2012), è stata un'attrice britannica.

## Biografia

### Carriera
Patricia Medina nacque a Liverpool dallo spagnolo Ramòn Medina Nebot, originario delle Isole Canarie, e da madre inglese. Iniziò la carriera di attrice nella seconda metà degli anni trenta, facendo il suo esordio sugli schermi britannici con un'apparizione non accreditata nella commedia Pranzo al Ritz (1937), interpretata da David Niven e Annabella. Per alcuni anni lavorò nel cinema inglese comparendo, fra gli altri, in due drammi di guerra, Il primo dei pochi (1942), interpretato da Leslie Howard, e Incontro nel buio (1943), nel quale apparve accanto a James Mason.
Alla metà degli anni quaranta lasciò l'Inghilterra e raggiunse Hollywood, dove apparve nel melodramma In fondo al cuore (1946), al fianco di Claudette Colbert e Walter Pidgeon e nel film bellico La morte è discesa a Hiroshima (1947) con Brian Donlevy. Dalla seconda metà del decennio iniziò a ottenere ruoli via via più rilevanti in generi diversi, dal dramma poliziesco come Rose tragiche (1947), alla commedia come Francis, il mulo parlante (1950), primo film incentrato sul personaggio del mulo Francis, La fortuna si diverte (1950) e Gianni e Pinotto nella legione straniera (1950), fino all'avventura in costume come La superba creola (1947), I tre moschettieri (1948) e Soldato di ventura (1949). Fu proprio in quest'ultimo genere che si affermò definitivamente grazie alla sua bruna bellezza latina e al suo fiero ed elegante portamento. Formò coppia con l'attore britannico Louis Hayward in quattro film d'avventura, Le avventure di Capitan Blood (1950), Il bandito di York (1951), La donna dalla maschera di ferro (1952) e Il corsaro (1952).

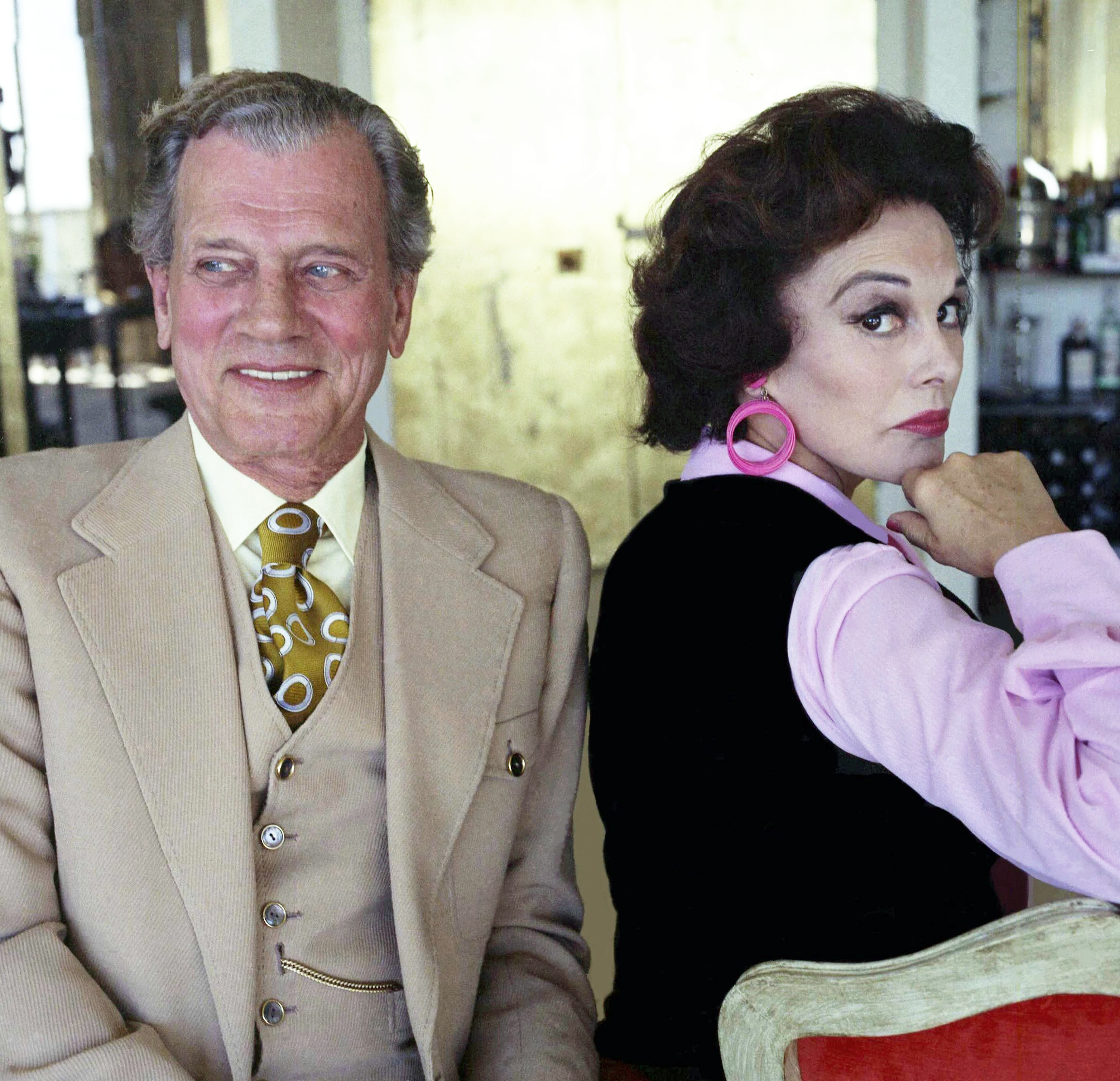
con il secondo marito, l'attore Joseph Cotten, nel 1973

Nella prima metà degli anni cinquanta lavorò intensamente anche in ruoli esotici e fiabeschi, come nei film Il falco di Bagdad (1951), La lampada di Aladino (1952) e Napoletani a Bagdad (1953). Fu protagonista in due pellicole interpretate da Alan Ladd, I deportati di Botany Bay (1953) e l'avventura medioevale Il cavaliere del mistero (1954), e vestì i consueti panni della principessa esotica in La schiava del pirata (1955). Tuttavia il ruolo più interessante di questo periodo fu quello di Mily nel dramma Rapporto confidenziale (1955), diretto e interpretato da Orson Welles e basato sulla precedente serie radiofonica The Lives of Harry Lime, seguito da quello di Peg Jarret nel melodramma Uno sconosciuto alla mia porta (1956), accanto a Macdonald Carey. Nella seconda metà del decennio rallentò l'attività sul grande schermo e iniziò ad apparire con regolarità alla televisione, interpretando il ruolo di Margarita Cotazar in quattro episodi della serie Zorro, prodotti nel 1959. Altro ruolo di fiera donna ispanica fu quello di Isabella Maria Ynez Y Castra De La Cuesta in un episodio della serie Bonanza (1960).
Durante gli anni sessanta apparve ancora sul piccolo schermo, tra le altre, nelle serie Gli uomini della prateria (1959-1961), Gli inafferrabili(1964), L'ora di Hitchcock (1964) e Organizzazione U.N.C.L.E. (1965). Tornò al cinema nel 1968 con la pellicola L'assassinio di Sister George di Robert Aldrich, un angoscioso studio sulla spietatezza del mondo dello spettacolo, mentre l'anno successivo apparve nel ruolo di Lucretia nel film fantascientifico Latitudine zero di Ishirō Honda, una produzione giapponese incentrata sull'avventuroso viaggio di due scienziati e un giornalista verso una la base sottomarina. Il film, interpretato anche da Joseph Cotten, Cesar Romero e Richard Jaeckel, ebbe una lavorazione travagliata, con ripetute interruzioni dovute a difficoltà finanziarie della produzione.
Dopo due ulteriori apparizioni televisive nelle serie Reporter alla ribalta (1970) e Mannix (1970), si ritirò dalle scene, tornando solo in due occasioni sul grande schermo nei film Timber Tramps (1975) e El llanto de los pobres (1978). Nel 1998 pubblicò la propria autobiografia, intitolata Laid Back in Hollywood: Remembering.

### Vita privata
Patricia Medina sposò nel 1941 a Londra l'attore britannico Richard Greene, celebre per il ruolo di Robin Hood nell'omonima serie televisiva degli anni cinquanta. La coppia divorziò nel 1951. Il secondo matrimonio fu con l'attore Joseph Cotten, che sposò a Beverly Hills il 20 ottobre 1960 e al quale rimase legata fino alla morte di lui nel 1994.
Cotten e la Medina apparvero insieme in molte produzioni teatrali, tra cui il poliziesco Calculated Risk, che i due portarono al successo negli anni sessanta dopo un'indovinata campagna pubblicitaria sul piccolo schermo. La pièce andò in scena a Broadway dal 31 ottobre 1962 all'11 maggio 1963, con la regia di Robert Montgomery, per un totale di 221 rappresentazioni.

## Filmografia

### Cinema
- Pranzo al Ritz (Dinner at the Ritz), regia di Harold D. Schuster (1937) (non accreditata)
- Mr. Satan, regia di Arthur B. Woods (1938)
- Simply Terrific, regia di Roy William Neill (1938)
- Double or Quits, regia di Roy William Neill (1938)
- Un cronista in gamba (This Man Is News), regia di David MacDonald (1938) (non accreditata)
- Crook's Tour, regia di John Baxter (1941) (non accreditata)
- Il primo dei pochi (The First of the Few), regia di Leslie Howard (1942) (non accreditata)
- Incontro nel buio (They Met in the Dark), regia di Carl Lamat (1943) (con il nome di Pat Medina)
- Hotel Reserve, regia di Lance Comfort (1944)
- Don't Take It to Heart, regia di Jeffrey Dell (1944)
- Kiss the Bride Goodbye, regia di Paul L. Stein (1945)
- Waltz Time, regia di Paul L. Stein (1945)
- In fondo al cuore (The Secret Heart), regia di Robert Z. Leonard (1946)
- La morte è discesa a Hiroshima (The Beginning or the End), regia di Norman Taurog (1947) (non accreditata)
- Rose tragiche (Moss Rose), regia di Gregory Ratoff (1947)
- La superba creola (The Small Back Room), regia di John M. Stahl (1947)
- I tre moschettieri (The Three Musketeers), regia di George Sidney (1948)
- Soldato di ventura (The Fighting O'Flynn), regia di Arthur Pierson (1949)
- Children of Chance, regia di Luigi Zampa (1949)
- Francis, il mulo parlante (Francis), regia di Arthur Lubin (1950)
- Le avventure di Capitan Blood (Fortunes of Captain Blood), regia di Gordon Douglas (1950)
- Gianni e Pinotto nella legione straniera (Abbott and Costello in the Foreign Legion), regia di Charles Lamont (1950)
- La fortuna si diverte (The Jackpot), regia di Walter Lang (1950)
- Rodolfo Valentino (Valentino), regia di Lewis Allen (1951)
- Il bandito di York (The Lady and the Bandit), regia di Ralph Murphy (1951)
- Il falco di Bagdad (The Magic Carpet), regia di Lew Landers (1951)
- La lampada di Aladino (Aladdin and His Lamp), regia di Lew Landers (1952)
- La donna dalla maschera di ferro (Lady in the Iron Mask), regia di Ralph Murphy (1952)
- Il corsaro (Captain Pirate), regia di Ralph Murphy (1952)
- Disperata ricerca (Desperate Search), regia di Joseph H. Lewis (1952)
- I deportati di Botany Bay (Botany Bay), regia di John Farrow (1953)
- Napoletani a Bagdad (Siren of Bagdad), regia di Richard Quine (1953)
- Sangaree, regia di Edward Ludwig (1953)
- I saccheggiatori del sole (Plunder of the Sun), regia di John Farrow (1953)
- Il mostro della Via Morgue (Phantom of the Rue Morgue), regia di Roy Del Ruth (1954)
- Tamburi a Tahiti (Drums of Tahiti), regia di William Castle (1954)
- Il cavaliere del mistero (The Black Knight), regia di Tay Garnett (1954)
- La schiava del pirata (Pirates of Tripoli), regia di Felix E. Feist (1955)
- Rapporto confidenziale (Mr. Arkadin), regia di Orson Welles (1955)
- Duello sul Mississippi (Duel on the Mississippi), regia di William Castle (1955)
- Il mantello rosso, regia di Giuseppe Maria Scotese (1955)
- I conquistatori dell'uranio (Uranium Boom), regia di William Castle (1956)
- Uno sconosciuto alla mia porta (Stranger at My Door), regia di William Witney (1956)
- La valle dei disperati (The Beast of Hollow Mountain), regia di Edward Nassour e Ismael Rodrìguez (1956)
- Scandalo a Miami (Miami Expose), regia di Fred F. Sears (1956)
- The Buckskin Lady, regia di Carl K. Hittleman (1957)
- La battaglia del V-1 (The Battle of the V.1), regia di Vernon Sewell (1958)
- Il marito latino (Count Your Blessings), regia di Jean Negulesco (1959)
- Biancaneve e i tre compari (Snow White and the Three Stooges), regia di Walter Lang (1961)
- L'assassinio di Sister George (The Killing of Sister George), regia di Robert Aldrich (1968)
- Latitudine zero (Ido zero daisakusen), regia di Ishirō Honda (1969)
- Timber Tramps, regia di Tay Garnett (1975)
- El llanto de los pobres, regia di Rubén Galindo (1978)

### Televisione
- Schlitz Playhouse of Stars – serie TV, 1 episodio (1953)
- Douglas Fairbanks Jr. Presents – serie TV, 1 episodio (1954)
- Lux Video Theatre – serie TV, 1 episodio (1954)
- The Ford Television Theatre – serie TV, 2 episodi (1953-1956)
- 77º Lancieri del Bengala (Tales of the 77th Bengal Lancers) – serie TV, episodio 1x11 (1956)
- Climax! – serie TV, 2 episodi (1954-1958)
- Perry Mason – serie TV, episodio 2x02 (1958)
- The Californians – serie TV, 1 episodio (1958)
- Zorro – serie TV, 4 episodi (1959)
- The Third Man – serie TV, 1 episodio (1959)
- Avventure in paradiso (Adventures in Paradise) – serie TV, episodio 1x02 (1959)
- General Electric Theater – serie TV, 2 episodi (1959)
- Black Saddle – serie TV, 1 episodio (1959)
- Tightrope – serie TV, episodio 1x13 (1959)
- Bonanza – serie TV, episodio 1x21 (1960)
- Avventure lungo il fiume (Riverboat) – serie TV, 1 episodio (1960)
- Startime – serie TV, 1 episodio (1960)
- Hotel de Paree – serie TV, 1 episodio (1960)
- The Rebel – serie TV, 2 episodi (1960)
- Assignment: Underwater – serie TV, 1 episodio (1960)
- Ispettore Dante (Dante) – serie TV, episodio 1x03 (1960)
- Lock Up – serie TV, episodio 2x14 (1960)
- Coronado 9 – serie TV, 2 episodi (1960-1961)
- Gli uomini della prateria (Rawhide) – serie TV, 2 episodi (1959-1961)
- Whispering Smith – serie TV, episodio 1x11 (1961)
- Thriller – serie TV, episodi 1x29-2x03 (1961)
- Lotta senza quartiere (Cain's Hundred) – serie TV, 1 episodio (1961)
- Have Gun - Will Travel – serie TV, 3 episodi (1958-1963)
- Grindl – serie TV, 1 episodio (1963)
- La legge di Burke (Burke's Law) – serie TV, episodio 1x31 (1964)
- Gli inafferrabili (The Rogues) – serie TV, episodio 1x08 (1964)
- L'ora di Hitchcock (The Alfred Hitchcock Hour) – serie TV, episodio 3x05 (1964)
- Organizzazione U.N.C.L.E. (The Man fron U.N.C.L.E.) – serie TV, 1 episodio (1965)
- The Smothers Brothers Show – serie TV, 1 episodio (1966)
- Branded – serie TV, 1 episodio (1966)
- Reporter alla ribalta (The Name of the Game) – serie TV, 1 episodio (1970)
- To Rome with Love – serie TV, 1 episodio (1970)
- Mannix – serie TV, 1 episodio (1971)

## Doppiatrici italiane
- Dhia Cristiani in: Le avventure di Capitan Blood, Il corsaro, Sangaree, Valentino, Il cavaliere del mistero
- Adriana De Roberto in: I tre moschettieri, Latitudine zero
- Lydia Simoneschi in: Francis il mulo parlante, Gianni e Pinotto nella legione straniera
- Renata Marini in: I saccheggiatori del sole, I deportati di Botany Bay
- Micaela Giustiniani in: Il mostro della via Morgue, Rapporto confidenziale
- Germana Calderini in: In fondo al cuore
- Laura Carli in: La fortuna si diverte
- Rosetta Calavetta in: Uno sconosciuto alla mia porta
- Valeria Falcinelli in: Biancaneve e i tre compari (ridoppiaggio)

Fonte parziale: Il mondo dei doppiatori